# Włoska Afryka Północna
Włoska Afryka Północna (wł. Africa Settentrionale Italiana, ASI) – włoska kolonia, istniejąca w latach 1912–1934 na terenie obecnej Republiki Libii.

## Historia
W wyniku wojny włosko-tureckiej (1911–1912) terytoria obecnej Libii przeszły pod panowanie Włoch, które utworzyły na jej terenie kolonię – Włoską Afrykę Północną. W 1927 roku wydzielono z niej Cyrenajkę i Trypolitanię, zaś w 1934 połączono je wszystkie, tworząc Libię. Włosi osiedlali w Libii osadników oraz prowadzili italianizację miejscowej ludności.
Po zajęciu przez Włochy Trypolisu w 1911 roku w kraju wybuchło powstanie kierowane przez bohatera narodowego Libii Umara al-Muchtara. Do zdławienia powstania premier Włoch Benito Mussolini skierował Rodolfo Grazianiego, który kierował w Libii siłami zbrojnymi. Walki partyzanckie koncentrujące się głównie w rejonie Gór Zielonych (Al-Dżabal al-Achdar) w Cyrenajce trwały do 1935.
W 1934 Włoska Afryka Północna, wraz z Cyrenajką i Trypolitanią, została połączona w Libię Włoską.